# Cyclopsina
Cyclopsina es un género de foraminífero bentónico considerado homónimo posterior de Cyclopsina Milne-Edwards, 1840, y sustituido por Cyclopsinella de la subfamilia Cyclopsinellinae, de la familia Cyclolinidae, de la superfamilia Cyclolinoidea, del suborden Cyclolinina y del orden Loftusiida. Su especie tipo era Cyclopsina steinmanni. Su rango cronoestratigráfico abarcaba desde el Cenomaniense hasta el Santoniense (Cretácico superior).

## Discusión
Clasificaciones previas incluían Cyclopsina en el suborden Textulariina y en el orden Textulariida.

## Clasificación
Cyclopsina incluía a las siguientes especies:
- Cyclopsina calanina †
- Cyclopsina clausii †
- Cyclopsina steinmanni †